# Katarina Johnson-Thompson
Katarina Mary Johnson-Thompson, MBE (* 9. Januar 1993 in Liverpool, England) ist eine britische Leichtathletin, die sowohl im Siebenkampf als auch im Weitsprung und Hochsprung antritt. Johnson-Thompson ist mehrfache britische Meisterin im Hoch- und Weitsprung und zudem eine sehr gute 200- und 800-Meter-Läuferin. Ihr gelingt es ihre schwachen Wurfleistungen durch ihre herausragenden Sprung und Laufleistungen mehr als auszugleichen. Sie ist britische Rekordhalterin im Hochsprung und hatte eine Zeit auch die britischen Weitsprungrekorde inne. 2019 und 2023 wurde sie Weltmeisterin im Siebenkampf.

## Sportliche Laufbahn
2009 nahm Katarina Johnson-Thompson an den Jugendweltmeisterschaften in Brixen teil und gewann dort die Goldmedaille im Siebenkampf. Bei den Junioreneuropameisterschaften wenige Wochen später in Novi Sad wurde sie im Siebenkampf Achte. 2010 konnte sie auf Grund einer Verletzung am Sprungbein beinahe keine Wettkämpfe bestreiten. 2011 nahm sie erneut an den Junioreneuropameisterschaften teil und belegte dort Platz sechs. Beim Multistarmeeting in Kladno 2012 übertraf sie erstmals die 6000 Punkte Marke und qualifizierte sich damit mit dem B-Standard für die Olympischen Spiele in London. Diese beendete sie auf dem 14. Platz. Zudem gewann sie in diesem Jahr die Goldmedaille im Weitsprung bei den Juniorenweltmeisterschaften in Barcelona mit 6,81 Metern.
2013 gewann sie erneut eine Goldmedaille im Siebenkampf bei den U23-Europameisterschaften in Tampere mit 6215 Punkten und sicherte sich damit ein Ticket für die Weltmeisterschaften in Moskau, die sie auf dem fünften Platz beendete. 2014 gewann sie bei den Hallenweltmeisterschaften im polnischen Sopot die Silbermedaille im Weitsprung mit 6,81 Metern. Zudem gewann sie das Hypomeeting in Götzis mit 6682 Punkten. 2015 gewann sie die Goldmedaille im Fünfkampf bei den Halleneuropameisterschaften in Prag mit neuem britischen Rekord von 5000 Punkten. Den Weltrekord der Ukrainerin Natalija Dobrynska verpasste sie nur um dreizehn Punkte. Sie war daher eine Mitfavoritin für die Weltmeisterschaften in Peking. Jedoch gelang ihr im Siebenkampf im Weitsprung – ihrer stärksten Disziplin – kein gültiger Versuch und beendete den Wettkampf daher auf dem 28. Platz. Im Weitsprung qualifizierte sie sich hingegen für das Finale und belegte dort den elften Platz. 2016 wurde sie bei den Olympischen Spielen in Rio de Janeiro im Siebenkampf Sechste. 2017 verbesserte sie beim Hypomeeting in Götzis ihre persönliche Bestleistung auf 6691 Punkte und belegte in einem hochklassigen Feld Platz vier und qualifizierte sich für die Weltmeisterschaften in London. Dort belegte sie sowohl im Siebenkampf (6658 Punkte) als auch im Hochsprung (1,95 Meter) jeweils den fünften Platz.
Bei den Hallenweltmeisterschaften 2018 in Birmingham gewann Johnson-Thompson am 2. März die Goldmedaille im Fünfkampf. Ihren nächsten Sieg feierte sie im April im Siebenkampf bei den Commonwealth Games im australischen Gold Coast. Im August steigerte sie bei den Europameisterschaften in Berlin ihre persönliche Bestleistung auf 6759 Punkte und sicherte sich so die Silbermedaille hinter der Belgierin Nafissatou Thiam. Bei den Halleneuropameisterschaften 2019 in Glasgow sicherte sich Johnson-Thompson ihren zweiten Hallen-EM-Titel im Fünfkampf. Sie hatte mit 4983 Punkten über 250 Punkte Vorsprung auf ihre Landfrau Niamh Emerson. Anfang Oktober siegte Johnson-Thompson bei den Weltmeisterschaften in Doha mit neuem britischen Rekord von 6981 Punkten und verbesserte damit die Bestmarke von Jessica Ennis-Hill um knappe dreißig Punkte. Mit Bestleistungen über die 100 Meter Hürden, im Kugelstoßen und Speerwurf sowie über 800 Meter setzte sie sich überraschend klar gegen die Favoritin Nafissatou Thiam aus Belgien durch und steht mit ihrer Leistung auf Rang sechs der ewigen Weltbestenliste. 2021 reiste sie trotz großem Trainingsrückstand zu den Olympischen Sommerspielen in Tokio und wurde dort im 200-Meter-Lauf disqualifiziert und verzichtete daraufhin auf ein Antreten am zweiten Wettkampftag.
2022 startete sie bei den Hallenweltmeisterschaften in Belgrad und musste dort ihren Wettkampf vorzeitig beenden. Ende Mai belegte sie beim Hypomeeting in Götzis mit 6174 Punkten den siebten Platz und anschließend gelangte sie bei den Weltmeisterschaften in Eugene mit 6222 Punkten auf den achten Platz. Anschließend verteidigte sie bei den Commonwealth Games in Birmingham mit 6377 Punkten ihren Titel. Im Jahr darauf wurde sie in Götzis mit 6556 Punkten Zweite hinter der US-Amerikanerin Anna Hall. Im August lieferten sich die beiden Athletinnen bei den Weltmeisterschaften in Budapest einen engen Wettkampf mit dem besseren Ende für Johnson-Thompson, die sich mit 6740 Punkten zum zweiten Mal die Goldmedaille sicherte. 2024 musste sie ihren Wettkampf bei den Europameisterschaften in Rom vorzeitig beenden und im August gewann sie bei den Olympischen Sommerspielen in Paris mit 6844 Punkten die Silbermedaille hinter der Belgierin Thiam.
2014 wurde Johnson-Thompson britische Meisterin im Weitsprung im Freien sowie 2014, 2018 und 2019 auch in der Halle. Zudem sicherte sie sich 2014 und 2015 auch die Titel im Hochsprung in der Halle.
2025 wurde sie für ihre Verdienste um die Leichtathletik zum Member des Order of the British Empire (MBE) ernannt.

## Persönliche Bestleistungen
- Hochsprung: 1,98 m, 12. August 2016 in Rio de Janeiro
- Weitsprung: 6,93 m, 21. Februar 2015 in Birmingham
- Siebenkampf: 6981 Punkte: 3. Oktober 2019 in Doha (britischer Rekord)
  - Fünfkampf (Halle): 5000 Punkte: 6. März 2015 in Prag (britischer Rekord)